# Richard Crevenna
Richard Crevenna (geb. 17. Oktober 1966 in Graz) ist ein österreichischer Facharzt und Professor für Physikalische Medizin, Rehabilitationsmediziner, ausgebildeter interdisziplinärer Schmerzmediziner sowie Geriater und Arbeitsmediziner. Er lebt in Wien.

## Leben
Richard Crevenna studierte Medizin an der Universität Graz, für die weiteren Ausbildungen in Wien. Er ist  Vorstand der Universitätsklinik für Physikalische Medizin, Rehabilitation und Arbeitsmedizin an der Medizinischen Universität Wien.
Seit 2014 sitzt er dem MedUni Wien-Gremium „Behindertenbeirat“ vor.

## Wissenschaftlicher Beitrag
Crevennas Forschungsschwerpunkte sind vor allem Onkologische Rehabilitation, ein Gebiet, auf dem er in Österreich grundlegende Arbeit leistete – seine Arbeitsgruppe trainierte die ersten Patienten unter Chemotherapie in Österreich sowie als erstes weltweit Patienten mit Knochenmetastasen – sowie Themen aus der Physikalischen Medizin, Rehabilitation, Schmerzmedizin, Stoßwellentherapie und Biofeedback sowie auch zu Gender- und Diversity-Aspekten, dies alles in interdisziplinärer und multiprofessioneller Kooperation.

## Mitgliedschaften in wissenschaftlichen Vereinigungen
- Europäische Akademie der Wissenschaften und Künste[15]
- European Academy of Rehabilitation Medicine
- Österreichische Gesellschaft für Physikalische Medizin und Rehabilitation  (ÖGPMR, Senior-Präsident)
- Gesellschaft zur Erforschung onkologischer rehabilitativer Grundlagen (GEORG, Präsident)
- Österreichische Gesellschaft für Biofeedback und Psychophysiologie (ÖBFP, Präsident)[16]
- Vorstandsmitglied/Wissenschaftlicher Beirat (ÖLL)[17]
- Verein zur Förderung von Wissenschaft und Forschung in den neuen Universitätskliniken am Allgemeinen Krankenhaus Wien (VFVF, Rechnungsprüfer)[18]
- Vorstandsmitglied und Wissenschaftlicher Beirat Österreichische Krebshilfe Wien (Vorstandsmitglied und wissenschaftlicher Beirat)[19]

## Ehrungen und Auszeichnungen
- Zweimal Peter Fässler-Weibel Young Investigator Preis der Österreichischen Akademie für onkologische Rehabilitation und Psychoonkologie (ÖARP),
- zahlreiche Posterpreise der Österreichischen Gesellschaft für Physikalische Medizin und Rehabilitation (ÖGPMR, von 2000 bis 2018) sowie mehrmals Young Scientist Preis der ÖGPMR.
- Preis des Bürgermeisters der Stadt Wien für ein Projekt zum Thema „Migrantinnen mit Brustkrebs“.
- Weiters Veronika-Fialka-Moser-Diversitätspreis 2018 (Kategorien „Engagement“ sowie „Forschung“).

## Publikationen (Auswahl)
- Mit der Springer-Verlags GmbH: Kompendium Physikalische Medizin und Rehabilitation Diagnostische und therapeutische Konzepte, Springer Berlin Heidelberg, 2017. OCLC 960015057
- Onkologische Rehabilitation: Grundlagen, Methoden, Verfahren und Wiedereingliederung, Springer Berlin Heidelberg, 2020. OCLC 1130269720
- Biofeedback Basics und Anwendungen, Wien Maudrich, 2010. OCLC 699646356
- Physikalische Medizin und Rehabilitation ein Kurzlehrbuch, Wien, Facultas, 2018. OCLC 964392503
- Mit der Manz’sche Verlags- und Universitätsbuchhandlung: Gesund bleiben Strategien für Alltag und Freizeit, Wienz, Manz 2020. OCLC 1135372337